# Les mytág
Les mytág je fantasy román Roberta Holdstocka o lese, pro nějž neplatí pravidla světa a který oživuje legendy.
Les mytág (Mythago Wood) byla nejprve fantasy novela britského spisovatele Roberta Holdstocka, publikovaná v britském Magazínu Fantasy&Sci-fi roku 1981. V roce 1984 pak vyšel ve Velké Británii stejnojmenný rozšířený román. Děj románu Les mytág se odehrává v Herefordshiru v Anglii v letech 1946–1948 a sleduje osudy Stevena Huxleyho (a částečně jeho bratra Christiana) při objevování tajemného Ryhopského lesa, v němž se zhmotňují podvědomé lidské představy o starých legendách.
Les mytág je pozoruhodná kniha, jejíž autor komponuje realitu s legendami, a to jak se starými, tak s vymyšlenými. Má výraznou atmosféru a čtenáři utkví v paměti rovněž ukázkou archaických zvyků a jazyků, jež používají mytága (mytágo = mytické imago). Kniha získala cenu World Fantasy Award za nejlepší román roku 1985.

## Ryhopský les
Ryhopský les aneb Les mytág je prapodivná říše, kterou Robert Holdstock stvořil pro svůj cyklus Ryhopský les. Cyklus tvoří knihy: Les mytág, Lavondyss, Hloubení (The Hollowing), Brána ze slonoviny, Brána z rohu, Merlinův les a Avilion.
Ryhop má sice po obvodu jen několik mil, ale uvnitř se rozkládá k ostatnímu světu paralelní říše přetrvávající v nezměněném stavu od poslední doby ledové se srdcem Lavondyss – což je samotná doba ledová. Také vnímání času je odlišné od zbytku světa. V pralese žijí mnohé formy mytág: Urscumug (Urshucum, Urshacam) – prvotní legenda o prvním cizákovi a ochránci země, který přešel veliké ledy (doba ledová), Guiwenneth (Gwyneth) – předobraz keltské princezny Guinevery, Robin Hood, Král Artuš, Chúchulain, Peredur – otec Guiweneth, Sorthalan (Frey) – severský šaman a nekromant ovládající jiná mytága.

## Důležité postavy
Steven (Stephen) Huxley – hlavní postava navrátivší se po druhé světové válce do srubu na okraji lesa, aby objevila některá tajemství Lesa mytág.
Christian Huxley – pomatený Stevenův bratr, jenž usiluje o dvě věci, navrácení mládí a Guiweneth – a to všemi prostředky.
Harry Keeton – Stevenův pomocník a pilot na místním letišti, jenž byl kdysi sestřelen nad podobným „lesem duchů“ ve Francii. Snaží se odčinit své tělesné postižení (popáleninu na tváři), již mu způsobil démon střežící „utopii“.

## Důležitá mytága
Guiweneth, do níž jsou oba bratři zamilovaní a svedou spolu kvůli ní boj.
Sorthalan, důležité mytágo pomáhající Stevenovi.
Urscumug, kančí netvor vygenerovaný otcem bratrů Georgem, ochraňuje Guiweneth pro lásku, již k ní cítil i George Huxley a pronásledující Chrise z téhož důvodu.

## Děj
Steven se po válce vrací do Dubového srubu, kde vyrostl. Jeho otec i matka jsou mrtvi, setkává se pouze s bratrem. Ten ho zasvětí do výzkumu jejich otce. Šlo o les za domem, jenž vytahuje z lidských podvědomí mytické představy o starých hrdinech a zhmotňuje je. Christian brzy natrvalo zmizí v lese. Steven se setkává s mnoha mytágy, mezi nimi s Guiwenneth, do níž se zamiluje. Začnou spolu žít. O rok později se zjevně pomatený a o patnáct let starší Christian vyřítí se svými poskoky z lesa a pokusí se zabít Stevena a jeho přítele Keetena a unese Guiwenneth. Steven i Keeten se brzy zotaví a vydají za ním. Při cestě pralesem narazí na mnoho mytág a střetnou se s Christianovými poskoky. Nejvíce jim pomůže Sorthalan – severský čaroděj. Zkrátí jim cestu a poví jim legendu o Cizákovi (Christian) a jeho přemožiteli, Rodném (Steven). V osadě neoliťanů se Keeten od Stevena odloučí, aby naplnil svůj životní sen, najít Avatara. Zanedlouho Steven Cizáka dostihne v Údolí, které dýchá, v němž je pohřben Guiwennethin otec a k němuž – jak doufá – přijde i Guiwenneth, která uprchla. Na místě je však Christian, u stěny Lavondyss, chce se dostat dovnitř a očistit tělo i ducha od patnácti let v lese. Steven ho nechá jít, ale na památku mu hodí zmalit v podobě dubového listu, jímž ho omylem zabije. Legenda je naplněna. Druhý den se objeví Guiwenneth, zraněná a vysílená. A také Urscumug, jenž pronásledoval Christiana celých patnáct let a chrání Guiwenneth kvůli lásce svého stvořitele, Stevenova otce k ní. Odvede dívku do Lavondyss, aby se uzdravila a slíbí její návrat.